# Tumulus du Château Bû
Le tumulus du Château Bû est un édifice mégalithique situé à Saint-Just, dans le département français d'Ille-et-Vilaine, en Bretagne. C'est un monument mégalithique d'un type unique en Europe : le dolmen originel, daté du Néolithique, a été transformé, à l'Âge du bronze, en un tumulus surmonté de menhirs où furent aménagées des tombes individuelles.

## Historique
Le monument est décrit par plusieurs auteurs du XIXe siècle et du début XXe siècle (Bézier, Banéat) et tous les auteurs décrivent un tumulus surmonté de quatre menhirs et mentionnent la légende selon laquelle on y sacrifiait annuellement une jeune fille. L'édifice est classé au titre des monuments historiques en 1975. Après l'incendie de la Lande de Cojoux en 1989, plusieurs blocs de surface sont endommagés (éclatement sous la chaleur) et le site bénéficie de deux campagnes de fouilles en 1990 et 1991 dirigées par Jacques Briard.

## Description
Avant fouilles, le tumulus se présentait comme un tertre mesurant 35 m d'est en ouest et 25 m du nord au sud, surmonté de trois grands menhirs (hauteur 3 m) en quartz blanc, d'un bloc de 4 m, lui aussi en quartz blanc, et de petites dalles dressées en schiste bleu. Les fouilles archéologiques ont montré que le tumulus du Château Bû est un monument mégalithique beaucoup plus complexe, ayant subi plusieurs transformations, ce qui en fait un site mégalithique unique en Europe. 
Au sommet du tumulus s'élevait une petite pyramide montée en encorbellement, d'environ 4 m sur 2,50 m, constituée d'une douzaine de dalles de 1,20 m à 1,30 m de long, dont la fonction demeure inconnue. Cette structure fut détruite lors des fouilles de 1990.

### Dolmen
Les fouilles de 1990  ont permis de découvrir sous le tumulus, dans sa partie orientale, un grand dolmen composé d'un couloir central, de deux cellules latérales et d'une chambre terminale. 

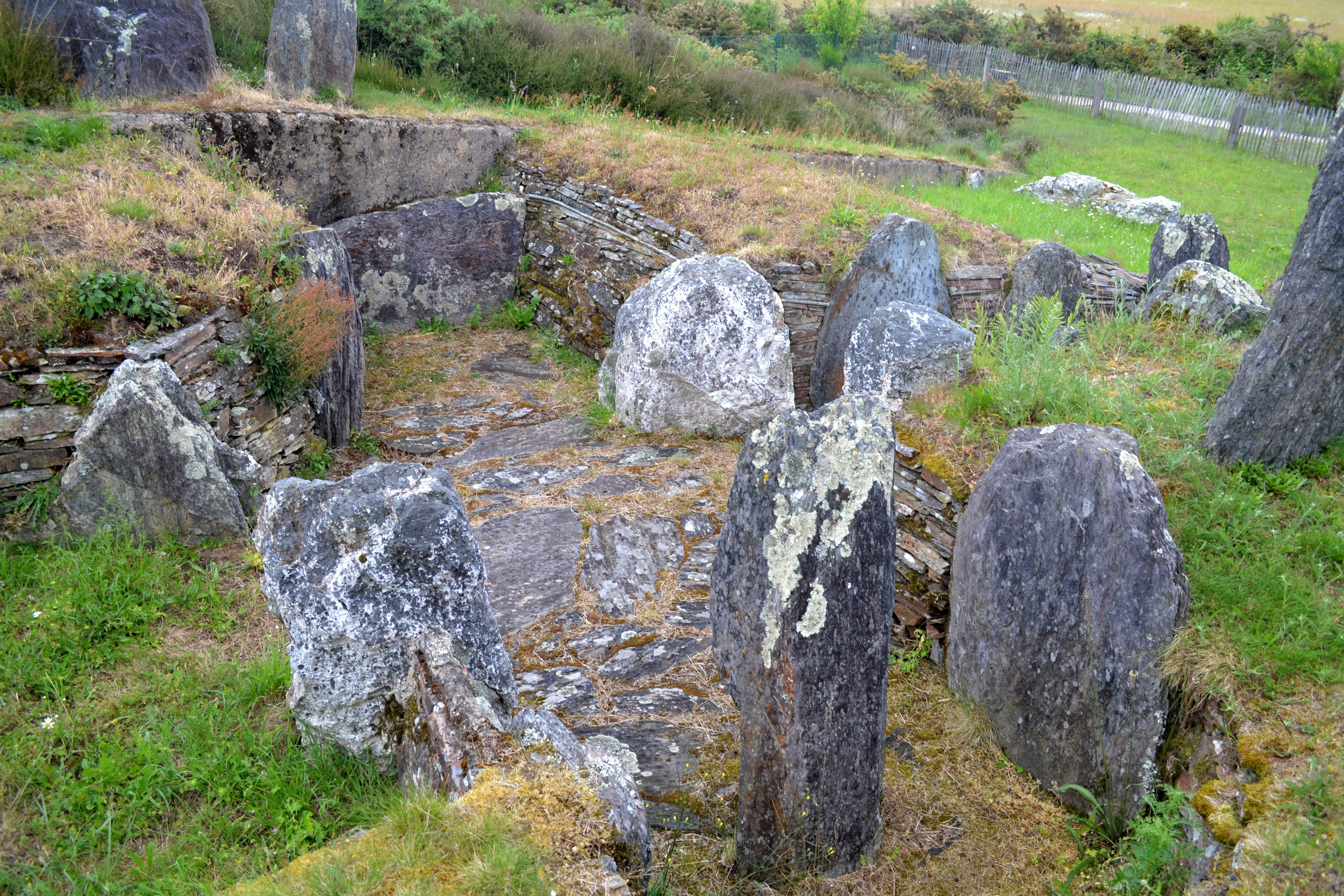
Cellules sud (premier plan) et nord du dolmen.

Le couloir est délimité, de chaque côté, par cinq dalles de schiste ou des blocs de quartz blanc et s'étire sur 5 m de long. Trois dalles en schiste inclinées à 45° vers l'intérieur en obturaient le passage au niveau des deuxièmes piliers. Le couloir débouche sur deux cellules. La cellule sud est délimitée par cinq dalles en schiste et en quartz et deux petits murets en pierres sèches. Elle comporte un pilier central en schiste dont la fonction est incertaine. Il pourrait s'agir d'un élément de consolidation pour le système de couverture ou d'un vestige d'un petit dolmen du type de la Croix Saint-Pierre. L'architecture de la cellule nord est du même type mais sans pilier central. De petites cupules circulaires sont visibles sur trois dalles en schiste (2 dans la cellule sud et 1 dans la cellule nord). 
La chambre terminale a été en grande partie détruite par une fouille clandestine, il n'en demeure que la paroi sud constituée d'un muret en pierres sèches. La chambre avait probablement une forme polygonale (environ 2,50 m sur 3,50 m). Des éléments de pavage du sol (grandes dalles en schiste) ont été retrouvés côté sud. Le plan général s'apparente plus à celui des dolmens à cabinets latéraux du Morbihan (type Colpo) qu'aux dolmens transeptés de Loire-Atlantique.
L'ensemble était inclus dans un cairn constitué de trois murs de parement concentriques. Le premier mur est conservé sur 0,80 m de hauteur, il est constitué de petites dalles en schiste soigneusement appareillées. Le second mur, situé à 0,80 m du premier, est constitué d'une demi-douzaine de rangées en dallettes. Le troisième mur, situé à 0,50 à 0,60 m du mur intermédiaire, est limité à 3 ou 4 assises.

### Tombes individuelles
Les fouilles de 1991 dans la partie occidentale du tumulus ont révélé la présence de trois tombes individuelles, datées de l'Âge du bronze. Chaque tombe a été creusée au pied d'un menhir du tumulus. 

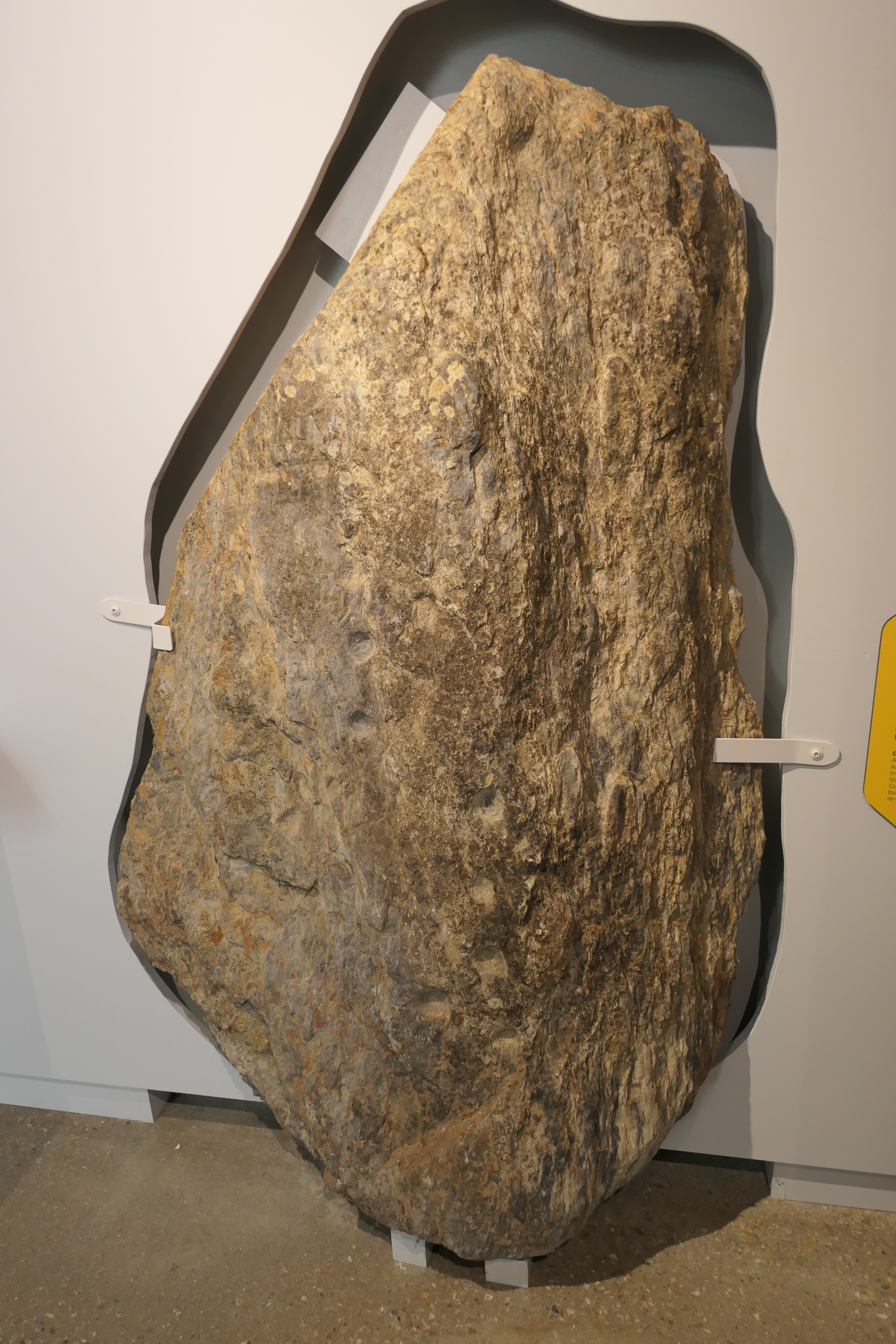
Dalle comportant une série de cupules.

La tombe la plus au nord, baptisée tombe n°1, s’appuie contre le grand menhir central en quartz blanc. La tombe a la forme d'une ellipse de 6 m de long sur 4,50 m de large, orientée est-sud-est/nord-ouest. Le cairn est entouré de 18 dalles dressées disposées en fer à cheval, avec l'arrondi côté ouest et une ouverture côté est en direction du menhir. L'une des dalles comporte une série de cupules. La tombe proprement dite est du type « en baignoire », type fréquemment observé durant la période l'âge du Bronze armoricain ancien et moyen. Elle se présente comme une fosse de 0,80 m de profondeur et correspond à une ancienne structure en bois qui s'est effondrée sous le poids du cairn après que le bois se soit dégradé.
La tombe n°2 est située au sud de la tombe n°1 dont elle est séparée par des dalles de schiste. Elle a été creusée dans le sol naturel. Elle est également du type « en baignoire » et entourée par un cairn d'environ 5 m de long sur 4 m de large et 0,50 à 0,60 m de hauteur. La fosse était occupée par une structure en bois (2,50 m de long sur 1 m de large). La présence de trous de poteaux en bois dans la paroi nord du cairn laisse supposer que la tombe était surmontée d'une structure également en bois.

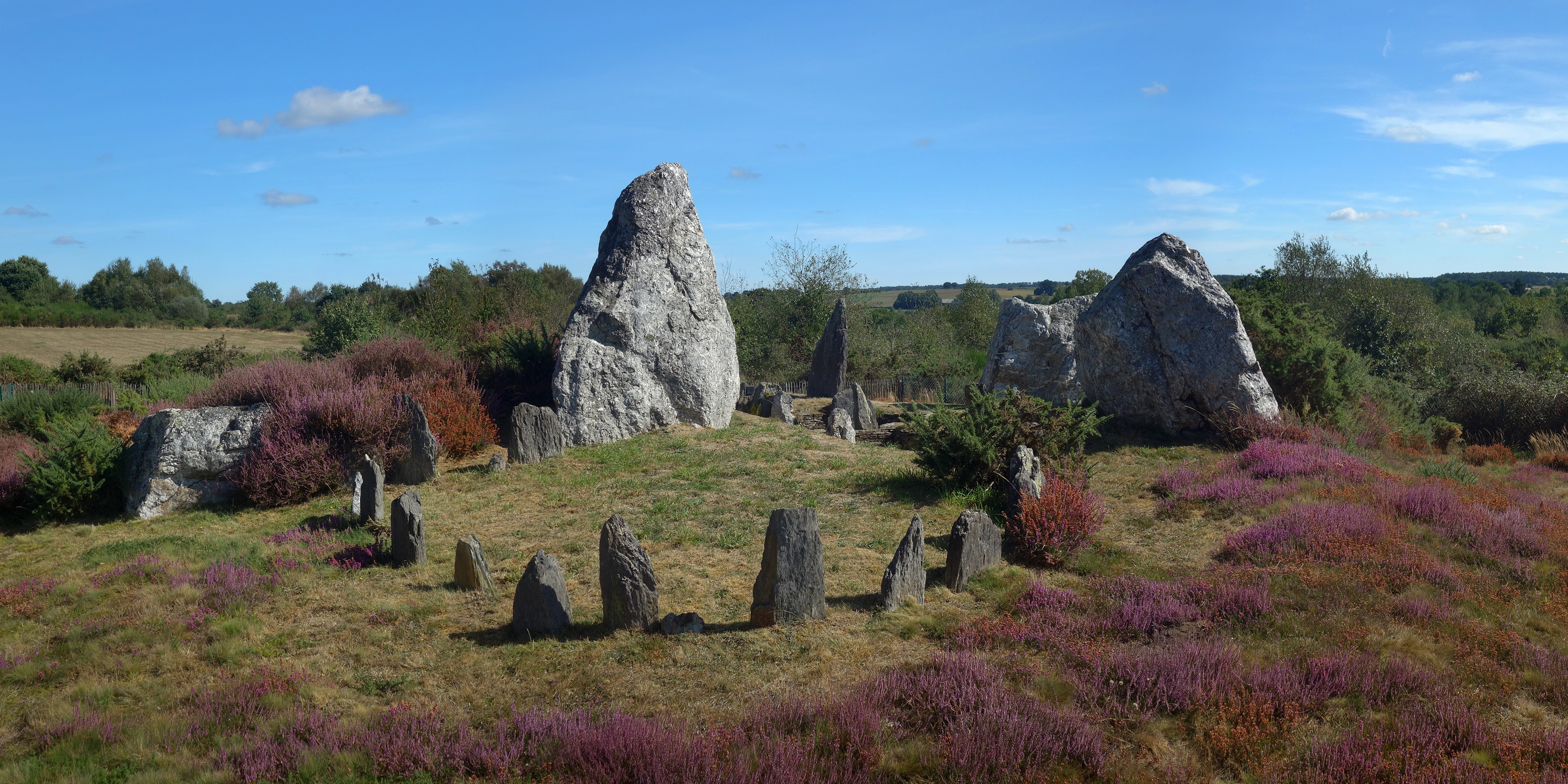
Au premier plan, les dalles dressées en fer à cheval délimitent la tombe n°1.

La tombe n°3 a été dégagée au sud-ouest de la cellule sud du dolmen. Elle correspond à une structure aménagée hâtivement avec des dalles mal appareillées et partiellement jointives. Cette tombe est orientée nord-ouest/sud-est et mesure intérieurement 2,80 m sur 1,20 m pour une profondeur de 0,80 m. L'existence d'une quatrième petite tombe près du menhir couché est probable mais le secteur n'a pas été fouillé pour éviter de déstabiliser les menhirs.

### Menhirs
Les menhirs sont constitués de 4 gros blocs en quartz et d'une grande dalle en schiste. La base du menhir sud-est est peu enfoncée dans le cairn. Le menhir sud est légèrement incliné vers le centre du tumulus et l'existence d'un bloc de pierre de même nature en contrebas pourrait correspondre à un fragment du menhir qui aurait été brisé. Le grand menhir central n'est enfoncé que sur 0,80 m de profondeur. Le dernier bloc de quartz, au nord du tumulus, repose au sol et la fouille n'a pas permis de retrouver une fosse de calage, rien ne permet d'affirmer qu'il fut originellement redressé comme les trois précédents. Le menhir constitué d'une grande dalle en schiste surplombe le dolmen enterré mais la pierre a curieusement été dressée : une partie de sa base est simplement posée sur le cairn alors que l'autre partie est enfoncée et calée.

## Matériel archéologique

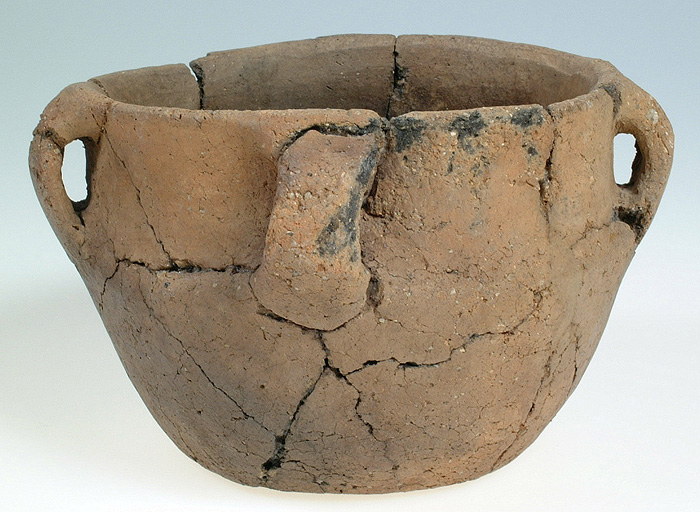
Vase biconique à cinq anses.

Un petit mobilier funéraire a été recueilli au niveau du pavage de la chambre du dolmen. Les éléments céramiques correspondent à deux petits vases à fonds ronds et parois fines, un vase à pied et un vase-support. Le matériel lithique comprend une petite hache en éclogite verte, une armature de flèche tranchante et une belle série de lames en silex ou grès. Les éléments de parure se limitent à une pendeloque perforée en stéatite. L'ensemble a été daté du Néolithique moyen, vers 3500 av. J.-C..
La tombe n°1 ne contenait plus qu'un fragment d'os long (fémur probable) et le seul mobilier funéraire découvert correspond à un vase biconique (105 mm de haut sur 105 à 155 mm de large) à cinq anses, caractéristique des poteries de la culture des tumulus armoricains qui devait avoir été déposé près de l'épaule du défunt. L'examen de la céramique indique qu'il fut confectionné avec une argile à spicules, dont on connaît des gisements proches à Pipriac, et un dégraissant granitique. Ce vase constitue un marqueur temporel certain et permet d'indiquer que la tombe fut aménagée dans le tumulus vers 1500 av. J.-C. La tombe n°2 n'a livré qu'un unique tesson de céramique protohistorique pouvant résulter d'une infiltration mais l'architecture de la tombe, identique à celle de la tombe n°1, indique une appartenance à l'âge du Bronze armoricain. La tombe n°3 n'a livré aucun matériel archéologique.

## Essai d'interprétation
L'existence d'un pilier dans la cellule sud du dolmen pourrait témoigner de la transformation d'un dolmen antérieur. Deux des menhirs en quartz sont en relation directe avec les deux tombes principales (n°1 et 2) dont ils seraient les menhirs indicateurs. Les deux autres semblent également liés à la présence certaine (tombe n°3) ou éventuelle (tombe n°4) de tombes de moindre importance mais rien ne permet d'affirmer que le bloc couché était à l'origine relevé mais le fait de dresser des menhirs au sommet du tumulus en ont accru le caractère monumental.
Il est probable que  le tumulus de Chateau Bû résulte d'une construction mégalithique en trois étapes : un premier dolmen à couloir édifié au Néolithique aurait été recouvert, à l'Âge du bronze, par un tumulus surmonté de menhirs, édifié pour servir de lieu de sépulture à des personnages importants auxquels on vouait probablement un culte.